# Négin Bagheri
 (avril 2024).
persan : نگین باقری
Negin Bagheri (en persan : نگین باقری) est une journaliste iranienne,. Bagheri et Elnaz Mohammadi ont été arrêtées par les Gardiens de la Révolution islamique lors des manifestations de Mahsa Amini,,.

## Arrestation
En septembre 2023, Bagheri et Elnaz Mohammadi ont été condamnés à purger environ un mois de prison, ce qui représente un quarantième de leurs peines de trois ans, tel que décrété par un tribunal révolutionnaire de Téhéran,. Ils ont été inculpés pour "assemblée et collusion" ainsi que pour "conspiration". En plus de la peine de prison, Bagheri s'est vu interdire de quitter l'Iran et a été contraint de suivre une "formation éthique".